# スラップ
スラップ（英: SLAPP、strategic lawsuit against public participation）とは、原語の頭字語の「SLAPP」と平手打ちを意味する「slap」をかけた呼称であり、訴訟の形態の一つである。
金銭的余裕のある側（原告）が、金銭的、経済的、肉体的、精神的負担などの苦痛を相手（被告）に負わせることを目的として、最終的に敗訴・棄却されるであろう事例に「名誉毀損」と主張する、加罰的・報復的訴訟を指す。特に金銭さえあれば裁判が容易に起こせる民事訴訟において行われる。
原語を直訳すると「公的参加に対抗する戦略的訴訟」という意味になるが、これは「名誉毀損損害賠償裁判を利用する言論抑圧訴訟」を意味する。「批判的言論威嚇目的訴訟」などとも訳される。スラップ訴訟、口封じ訴訟、威圧訴訟とも言われる。
なお、アメリカの一部の州では後述のように原告側へ「スラップ」ではないことの立証責任を課したり、スラップ提起そのものを禁止している。

## 内容
民事訴訟は起こすだけなら紙一枚で誰にでも使え、合法的恫喝ともなり得る。更に、訴えられていない反対者・批判者も、提訴された人たちが苦しむ姿を見て、公的発信をためらうようになる萎縮効果も狙っている。
そのため、一般的には、支援者数や資金面で勝る「比較強者」側が、数や資金面の劣る「比較弱者」側による真実性や真実相当性がある言論活動に対しても封圧や威嚇する目的で行われ、「恫喝訴訟」とも呼ばれる。
本来、名誉毀損と裁判所に認定されるためには、第一に誰かわかる名前又は、明確に特定の対象しか当てはまらない表現を含むこと（同定可能性） 、第二に公然と指摘していること（公然性） 、第三に被告の発信情報のせいで原告の社会的評価が下落したこと（社会的評価の低下）、という3条件全てを満たす必要がある。名誉毀損訴訟を起こされないように自衛策としては、相手の人格は攻撃しないことで誹謗中傷の「疑い」すらかけられぬほど、自分の意見を批判の範疇に留めることである。
スラップ訴訟とは単に比較弱者を提訴した場合を意味するのではなく、名誉毀損の免責法理である「真実性の法理・（真実）相当性の法理」に当てはまる、誹謗中傷ではない摘示事実であるのにもかかわらず、訴訟した場合に使われる表現である。日本の最高裁判所は訴訟の提起行為について、「裁判制度の趣旨目的に照らして著しく（真実）相当性を欠くと認められるときに限られる」としている。そのため、表現の自由があるといっても、名誉毀損と認定されない批判内容にする必要がある。実際に原告たる比較強者が訴訟を提起した場合、被告側たる比較弱者には、法廷準備費用や時間的拘束などの負担を強いられるため、訴えられた本人だけでなく、訴えられることを恐れ、被告以外やメディアの言論や行動等を萎縮させる。原告の側にとってはスラップ訴訟は、上記のように苦痛を与える目的は訴訟提起で達成されるので訴訟の勝敗自体には価値は無く、「裁判としての意味をもたない提訴」である。
2016年時点では、スラップという概念を日本でも浸透させる動きが見られているが、用語としては定着途上の段階である。

### 規制・原告への立証責任
スラップにおいては、原告よりも経済力の劣る個人が標的になり、あえて報道したメディア機関自体を訴えず、資金面の劣る取材対象者を訴える例もある。そのため、欧米を中心に表現の自由を揺るがす行為として問題化しており、これを禁じる法律を制定した国や自治体もある。例としてアメリカ合衆国のカリフォルニア州に制定されている「反SLAPP法」では、「スラップ訴訟であること」の立証責任を被告側に課すのではなく、原告側が「スラップ訴訟ではないこと」の立証責任を負う。このように被告側が原告側の提訴をスラップであると反論し、それが裁判所に認められれば公訴は棄却され、訴訟費用の負担義務も原告側に課される。

## 成立しうる基準
デンバー大学教授のジョージ・W・プリングとペネロペ・キャナンなどは、スラップが成立し得る基準として以下の要素が含まれることを挙げている。スラップが成立する大前提として、提訴されたのが比較弱者であろうとも「真実性や真実相当性のある告発や批判」していたケースにしか適用されない。
- 刑事裁判に比べて裁判化が容易な民事訴訟の形を取ること。(訴訟を起こされた側にとっては刑事告訴された場合がより深刻だが、起こすだけなら民事訴訟は紙一枚を裁判所に出せば起こせ、相手にコストを負わせやすいという面があり、誰にでも使える合法的恫喝であるからこそ危険である。)
- 提訴する原告側は資金、組織、人材などの資源をより多く持つ側で、真実性や真実相当性のある告発や批判をしたことで民事訴訟を起こされた被告より社会的に比較強者であること。時間と費用のかかる民事訴訟のために複数人の弁護士を長期間に渡って雇う余裕のあるような企業、政府、地方公共団体、著名組織、著名人など金銭的余裕がある者。
- 提訴によって金銭的、経済的、肉体的、精神的負担を被告に負わせ、苦痛を与える目的であり、通常の合理的訴訟なら訴えの内容、方法などに道理に合わない点があること。
- 訴訟に勝つことは必ずしも目的ではなく、真実性や真実相当性のある告発や批判者・反対者に苦痛を与えるのが目的であり、民事訴訟開始時点で達成されるので、原告側は裁判の勝敗や裁判に関わる収支を重視しないこと。一部や軽度の名誉毀損であると主張が認められずに少額の損害賠償しか得られないことで費やしたコストや請求額より格段に少ない場合もさして気にしない。
- 提訴される側は、提訴した側の資源をより少なくしか持たない比較弱者であり、公共の利益や社会的意義にかかわる重要な問題を公的に、真実性や真実相当性のある告発や批判した個人や民間団体であること。(明らかに事実と反し、真実相当性が一切無いと裁判所に判断された場合は、「比較弱者」であろうとも誹謗中傷に近いほど高額な損害賠償される。)
- そして、原告側は訴えられていない批判者も提訴された人たちが苦しむ姿を見たことで、真実性や真実相当性のある批判者側の他者も公的発言を諦める冷水効果を望んでいること。「公的」とはマスメディアへの寄稿だけでなく、その取材に答えること、ブログや記事を公開することなども含まれる。

## 原告敗訴等スラップ確定事例

### 日本
- 1996年、幸福の科学事件（幸福の科学による、元信者および代理人弁護士らによる民事訴訟と提訴記者会見を名誉毀損として、8億円の損害賠償請求したスラップ訴訟）[22][23][24]。　2002年11月に最高裁が幸福の科学の上告を棄却したため、幸福の科学の敗訴が確定した[25]
- 2006年11月、オリコン・烏賀陽裁判(元朝日新聞記者・当時フリージャーナリストである烏賀陽弘道が雑誌「サイゾー」の取材に答えた後に誌面に掲載された短いコメントに対して、オリコンが5000万円の賠償請求を起こした裁判。一審の地裁で「100万円」とした烏賀陽敗訴の判決が出たが、一審で勝ったはずのオリコン側が積極的に和解協議を持ちかける経過を辿った末に、最終的にオリコン側が請求放棄するという烏賀陽の逆転勝訴で決着した[26]。)
- ホームオブハート事件[27][28]  （ホームオブハートとは、かつて「レムリアアイランドレコード」の名であった、人気ロックバンド「X JAPAN」元ヴォーカルのTOSHIを2010年の脱会宣言まで洗脳したカルト教団[29]による被害者への訴訟[28]。）
- 明治大学教授の野中郁江が「ファンドによる企業からの財産収奪が行われている、あるいはその危険性が高いという点にあり、その被害者は一般投資家であるとともに、200名余の労働者、さらには取引先、地域経済である」と書いた学術論文などに対し、2012年に関連投資ファンドの経営陣が5500万円の損害賠償を求めた名誉毀損訴訟[9]。2015年7月17日、最高裁判所は、原告による上告の棄却決定を下した高裁判決を確定させた。
- 大渕愛子対MyNewsJapan記事削除仮処分申請事件-お金のない弱者のために国が設立した法テラス（日本司法支援センター）経由で得た依頼人からは、法テラスから受け取る金銭以外に弁護士は依頼者に請求してはならないルールとなってる。しかし、大渕弁護士は独立で自分の法律事務所設立した2010年から2012年2月に利用禁止処分されるまでに、法テラスで本来禁じられている弁護士費用を代理援助制度利用している依頼者から受け取っていた。その上、着手金を受け取っても頼まれた仕事をせずに、「DV被害による離婚で養育費が滞ったために元夫へ支払わせるように依頼してきた女性ら」などに対して金儲けを行っていたため、「大渕愛子 被害者の会」も結成されていた[30][31]。弁護士会副会長に返金するように説得されるまで、依頼人達の返金要求を拒否したため、「弁護士の品位を失う非行」が目立ったとして、2016年8月1日に東京弁護士会から認定され、大渕が業務停止一ヶ月の懲戒処分を受けた際に、「そうした報道を通じて注意喚起してきた」と書いている[30][32]。MyNewsJapanの渡邉正裕社長兼編集長は大渕弁護士が2016年8月2日に謝罪会見をするまで関連取材を拒否していたこと、MyNewsJapanに記事削除の仮処分申請を行ったこと、記者個人に対しても名誉棄損と主張する裁判(スラップ訴訟)を起こすことで口封じや延命を図ったことを批判している。更には、渡邉は2012年2月に法テラス公式から利用禁止処分を受けていたのにもかかわらず他のメディアも関連報道しなかったこと、2011年11月から2016年8月の謝罪記者会見までテレビ番組出演させ続けた日本テレビの責任も批判している[30][33]。
- 朝日新聞記者であった時に植村隆が執筆した従軍慰安婦に関する記事に対し、「捏造」と批判的な記事を掲載した雑誌と執筆者に対する名誉毀損訴訟 - 週刊文春2014年2月6日号『“慰安婦捏造”朝日新聞記者がお嬢様女子大教授に』の記事と、それについての西岡力のコメントに対して東京地方裁判所に[34]、更には櫻井よしこと櫻井が記事を執筆した『週刊新潮』、『週刊ダイヤモンド』、『WiLL』に対して札幌地方裁判所に[35]それぞれ提訴している。秦郁彦は原告1人に対して、170人もの大弁護士団が組織されたのは異例として、スラップ訴訟のおそれがあると述べている[36]。その後、ジャーナリストの櫻井よしこと出版社3社への名誉毀損と謝罪広告要求が最高裁に棄却され、植村の敗訴が1審・2審判決で確定した[37]。
- ユニクロ（ファーストリテイリング）がユニクロの過酷な労働環境を告発した文藝春秋社『ユニクロ帝国の光と影』（横田増生著）に対し、2011年6月に2億2千万円の損害賠償・出版差し止め・発行済み書籍の回収を求めた裁判[38][39]　-　後述の裁判で、「ファーストリテイリング」の企業体質に問題のあることが認定されたが、訴訟目的自体が「2億円超という高額な損害賠償請求をちらつかせることで、メディアや団体などの“ファストリ批判”を封じ込めること」にあったと指摘されている。実際に2011年6月の提訴以来、大手メディアでは一斉にファストリ批判が聞こえなくなり、ユニクロによる高額スラップ訴訟がメディアを萎縮させる効果は絶大であったと報道された[38]。裁判自体については、一審、2014年3月26日二審で「真実」「真実相当性がある」としてユニクロの全面敗訴（完敗）[40]　2014年12月の最高裁における「重要部分は真実」との判決で、ユニクロの敗訴が確定した[41]。
- 読売新聞が週刊新潮6月11日号(首都圏では2009年6月5日発売)に掲載された「『新聞業界』最大のタブー『押し紙』を斬る／ひた隠しにされた部数水増し」と題した記事への訴訟 - 押し紙の問題を載せた週刊新潮とジャーナリストの黒藪哲哉に対して、自由人権協会の 喜田村洋一代表理事と藤原家康同事務局長という2名の弁護士を雇い、計約5500万円の賠償を求めて行った訴訟。内容への抗議文自体は朝日新聞社と毎日新聞社も、読売と共に送っている[42][43][44][45][46]。一審の東京地裁では読売が勝訴し、新潮社と黒薮に対して、総額で385万円の支払いを求める判決であったため、控訴した。控訴理由書の中で主張している内容は、一東京地裁が新潮社と黒薮に求めた立証対象が完全に間違っているとし、控訴審から被告側の代理人弁護士の構成が変わり、新潮社の代理人弁護士だけでなく、福岡県で読売を相手に10年来販売店訴訟に関わり、読売による「優越的地位の濫用を認定する判例（真村裁判福岡高裁判決）」を出させた弁護士ら16名が黒薮個人の代理人弁護士として加わっている[47]。ジャーナリスト黒薮哲哉にWEBサイト上の記事で名誉を傷つけられたとした読売新聞西部本社・法務部室長と販売局次長らによる総額2,230万円の名誉毀損賠償請求裁判で、さいたま地裁は2009年10月16日に全請求を棄却し、読売側が敗訴した[48]。
- 2016年に「EM菌」側が左巻健男法政大学教職課程センター教授[49]を相手に「名誉毀損」として、慰謝料と謝罪広告を求めた裁判 - 東京地方裁判所、東京高等裁判所、最高裁判所でいずれも「EM菌」側は敗訴した。左巻教授は「EM菌」をニセ科学と批判しており、2017年8月には「ドキュメントスラップ名誉毀損裁判EM菌擁護者と批判者の闘い」 を出版している[11]。
- 2018年11月、「NHKから国民を守る党（N国党）」の久保田学・立川市議会議員が個人相手に起こした訴訟[50]　-　2019年9月に千葉地裁松戸支部で訴訟が棄却されたうえ、提訴自体が不法行為になるとして久保田に被告側の弁護士費用を含む約78万5000円の支払いを命じた。N国・立花孝志党首自身がスラップ訴訟と認めている上、判決でも立花の関与を指摘し、立花が「お金をもらうためでなく、経済的ダメージを与えるためのスラップ訴訟だ」と発言したことも踏まえ、スラップ訴訟であることが認められた[51][52][53]。原告・久保田はこれを不服として東京高等裁判所に控訴、被告に200万円の賠償を求めたが、2020年3月4日、東京高裁は一審判決を支持する判断を示し、久保田に控訴審の弁護士費用等を含む94万5600円を被告側に支払うよう命じた[54]。

## 関連文献
- 記事『「訴訟天国」に歯止めをかける「アンチ・スラップ法」が米国で広がる理由　訴訟好きな宗教団体や有名人が嫌がらせで法に訴えることを阻止する法律が登場』、THEMIS、1996-11
- 綿貫芳源「アメリカ法曹便り アメリカにおけるSLAPP訴訟の動向」(1)-(3)『法律のひろば』、ぎょうせい、1997-04,05,06
- 関根孝道「権利のための闘争から訴訟へ : 訴訟における自然享有権の主張を理由とした不法行為責任の追求といわゆるSLAPP 訴訟の成否について」『総合政策研究』第35巻、関西学院大学総合政策学部研究会、2010年11月、53-73頁、hdl:10236/6585、ISSN 1341-996X、CRID 1050845763827545216。
- 烏賀陽弘道
  - 「言論封殺のSLAPPは、民主主義の破壊行為」（特集 憲法をとりまく情況）『マスコミ市民』480号、2009-01
  - 「『SLAPP』とは何か--『公的意見表明の妨害を狙って提訴される民事訴訟』被害防止のために」『法律時報』2010-06
  - 「SLAPP(スラップ)とたたかう人たち--市民への口封じ訴訟」『週刊金曜日』2010-08-27
  - 「SLAPPとたたかう人たち(上)沖縄県・高江『米軍ヘリ演習場』」『週刊金曜日』2010-11-19
  - 「SLAPPとたたかう人たち(下)山口県・上関町『原子力発電所』建設予定地」『週刊金曜日』2010-12-10
  - 烏賀陽弘道, 西岡研介著『俺たち訴えられました! : SLAPP裁判との闘い』河出書房新社 2010
- 「アウトルック スラップ訴訟 『反社会的な行為』という認識を広めることが重要」『週刊東洋経済』6242号、2010-01-23